# Justicia diffusa
Justicia diffusa är en akantusväxtart som beskrevs av Carl Ludwig von Willdenow. Justicia diffusa ingår i släktet Justicia och familjen akantusväxter.

## Underarter
Arten delas in i följande underarter:
- J. d. prostrata
- J. d. rotundifolia

## Bildgalleri

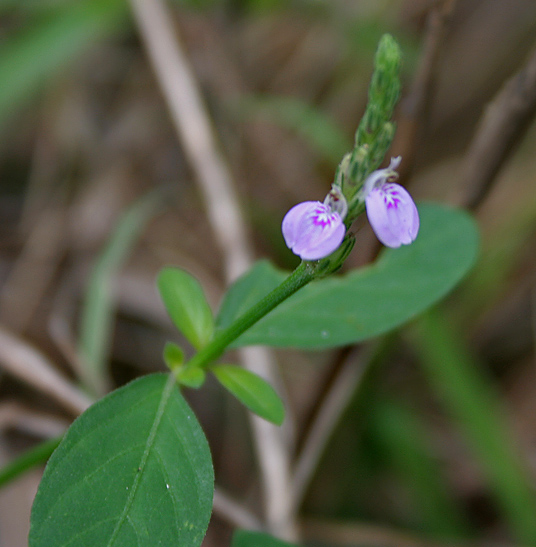